# Открытый чемпионат Румынии по теннису среди женщин

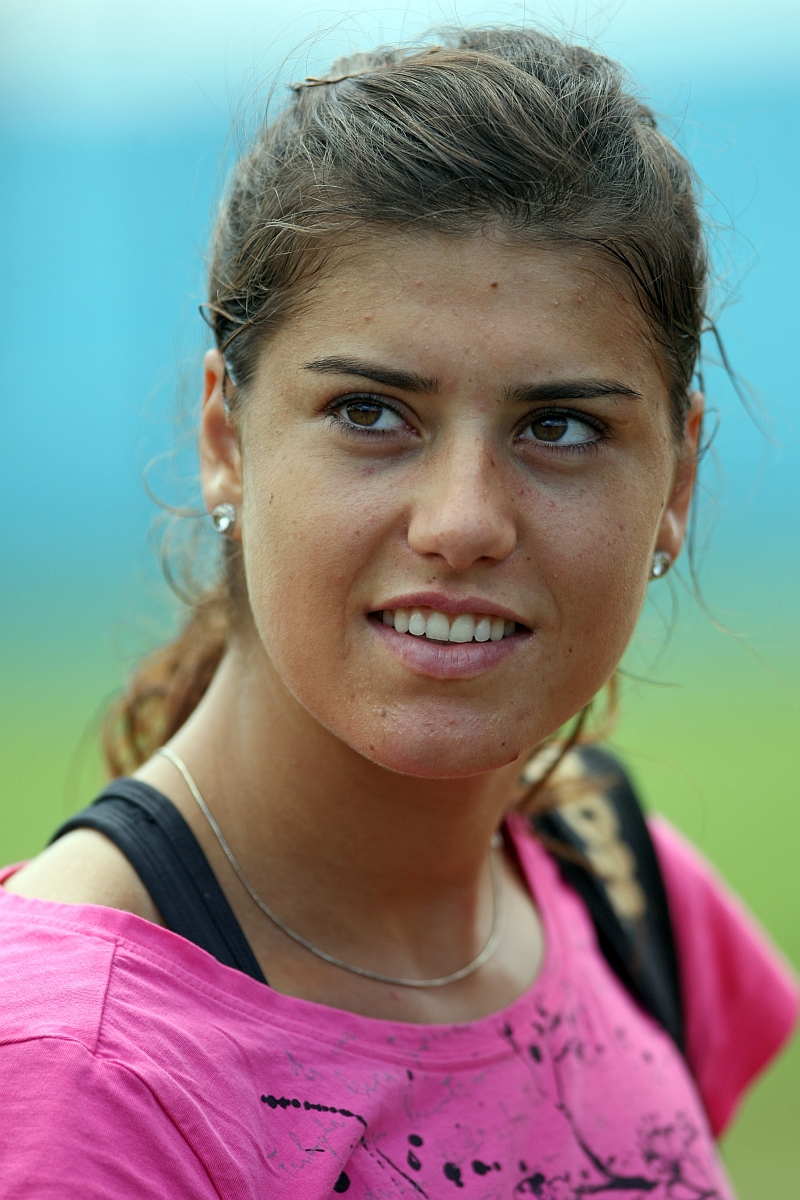
Одна из первых чемпионок турнира — румынка Сорана Кырстя.

Открытый чемпионат Румынии — женский профессиональный международный теннисный турнир, проходящий в июле в Бухаресте (Румыния) на грунтовых кортах. С 2014 по 2019 год относился к международной серии WTA с призовым фондом 250 тысяч долларов и турнирной сеткой, рассчитанной на 32 участницы в одиночном разряде и 16 пар. С 2022 года относится к серии WTA 125K.

## История
Соревнование организовано в 2007 году совместными усилиями Румынской федерации тенниса, ITF и компании Gaz de France в рамках программы развития национального женского тенниса. Турнир не имел чёткого места в календаре, но всегда собирал довольно сильный состав из числа теннисисток, нуждающихся в рейтинговых очках. В одиночных соревнованиях побеждали такие, в какой-то момент, сильные спортсменки как Елена Докич, Андреа Петкович и Сорана Кырстя. Во второе десятилетие XXI века организаторы активно пытались поднять свой турнир до статуса соревнования WTA, пока накануне сезона-2014 наконец не смогли добиться желаемого, выкупив у испытывавшего финансовые трудности приза в Будапеште лицензию международной серии WTA. Турнир проводился до 2019 года в рамках WTA-тура. С 2022 года после двухлетнего перерыва турнир стал играться в младшей серии WTA 125K.
Победители и финалисты
Самой успешной теннисисткой в истории турнира является румынка Ирина-Камелия Бегу, восемь раз побеждавшая на местных кортах в 2009-18 годах (два раза в одиночном разряде и шесть в парах) и ещё один раз в 2022 году в одиночках в рамках серии WTA 125K. Три победы на счету Елены Богдан. Четырежды в истории турнира одна теннисистка брала в один сезон и одиночный и парный приз: подобные достижения на счету Сораны Кырсти, Петры Цетковской и Ирины-Камелии Бегу (дважды).
| Годы            | Размер фонда |
| --------------- | ------------ |
| 2007            | 25 000 USD   |
| 2008            | 50 000 USD   |
| 2009, 2011—2012 | 100 000 USD  |
| 2010            | 75 000 USD   |
| 2014-2017       | 250 000 USD  |

## Финалы турнира
| Год                       | Чемпионка               | Финалистка          | Счёт           |
| ------------------------- | ----------------------- | ------------------- | -------------- |
| В рамках серии WTA 125K   |                         |                     |                |
| 2023                      | Астра Шарма             | Сара Эррани         | 0-6 7-5 6-2    |
| 2022                      | Ирина-Камелия Бегу (3)  | Река-Луца Яни       | 6-3 6-3        |
| 2020—2021 (не проводился) |                         |                     |                |
| В рамках WTA-тура         |                         |                     |                |
| 2019                      | Елена Рыбакина          | Патрича Мария Циг   | 6-2 6-0        |
| 2018                      | Анастасия Севастова     | Петра Мартич        | 7-6(4) 6-2     |
| 2017                      | Ирина-Камелия Бегу (2)  | Юлия Гёргес         | 6-3 7-5        |
| 2016                      | Симона Халеп (2)        | Анастасия Севастова | 6-0 6-0        |
| 2015                      | Анна Каролина Шмидлова  | Сара Эррани         | 7-6(3) 6-3     |
| 2014                      | Симона Халеп            | Роберта Винчи       | 6-1 6-3        |
| 2012                      | Мария Тереса Торро Флор | Гарбинье Мугуруса   | 6-3 4-6 6-4    |
| 2011                      | Ирина-Камелия Бегу      | Лаура Поус Тио      | 6-3 7-5        |
| 2010                      | Елена Докич             | Зузана Ондрашкова   | 3-6 6-1 7-6(3) |
| 2009                      | Андреа Петкович         | Штефани Фёгеле      | 6-3 6-2        |
| 2008                      | Петра Цетковская        | Сорана Кырстя       | 7-6(5) 7-6(3)  |
| 2007                      | Сорана Кырстя           | Александра Дулгеру  | 6-4 6-3        |

| Год  | Чемпионки                                   | Финалистки                             | Счёт                  |
| ---- | ------------------------------------------- | -------------------------------------- | --------------------- |
| 2023 | Анжелика Морателли Камилла Розателло        | Валентини Грамматикопулу Анна Сискова  | 7-5 6-4               |
| 2022 | Алёна Большова Андреа Гамис                 | Панна Удварди Река-Луца Яни            | 7-5 6-3               |
| 2019 | Виктория Кужмова Кристина Плишкова          | Жаклин Кристиан Елена-Габриэла Русе    | 6-4 7-6(3)            |
| 2018 | Ирина-Камелия Бегу (6) Кристина-Андрея Миту | Марина Заневская Данка Ковинич         | 6-3 6-4               |
| 2017 | Ирина-Камелия Бегу (5) Йоана Ралука Олару   | Элизе Мертенс Деми Схюрс               | 6-3 6-3               |
| 2016 | Варатчая Вонгтинчай Джессика Мур            | Александра Каданцу Катажина Питер      | 6-3 7-6(5)            |
| 2015 | Оксана Калашникова Деми Схюрс               | Кристина-Андрея Миту Патрича Мария Циг | 6-2 6-2               |
| 2014 | Елена Богдан (3) Александра Каданцу         | Чагла Бююкакчай Карин Кнапп            | 6-4 3-6 [10-5]        |
| 2012 | Ирина-Камелия Бегу (4) Ализе Корне          | Елена Богдан Ралука Олару              | 6-2 6-0               |
| 2011 | Ирина-Камелия Бегу (3) Елена Богдан (2)     | Мария Елена Камерин Ипек Шеноглу       | 6-7(1) 7-6(4) [16-14] |
| 2010 | Ирина-Камелия Бегу (2) Елена Богдан         | Мария Иригойен Флоренсия Молинеро      | 6-1 6-1               |
| 2009 | Ирина-Камелия Бегу Симона Халеп             | Юлия Гёргес Сандра Клеменшиц           | 2-6 6-0 [12-10]       |
| 2008 | Петра Цетковская Гана Шромова               | Сорана Кырстя Агнеш Сатмари            | 6-4 7-5               |
| 2007 | Сорана Кырстя Агнеш Сатмари                 | Михаэла Бузарнеску Моника Никулеску    | Без игры              |